# 幡ヶ谷
幡ヶ谷（はたがや）は、東京都渋谷区北部の地名である。

## 地理

### 隣接地域
北部は中野区南台および弥生町に、東部は渋谷区本町に、南部は渋谷区初台、西原、およびその西の世田谷区北沢、に接し、西部は杉並区方南に接する。

## 概要

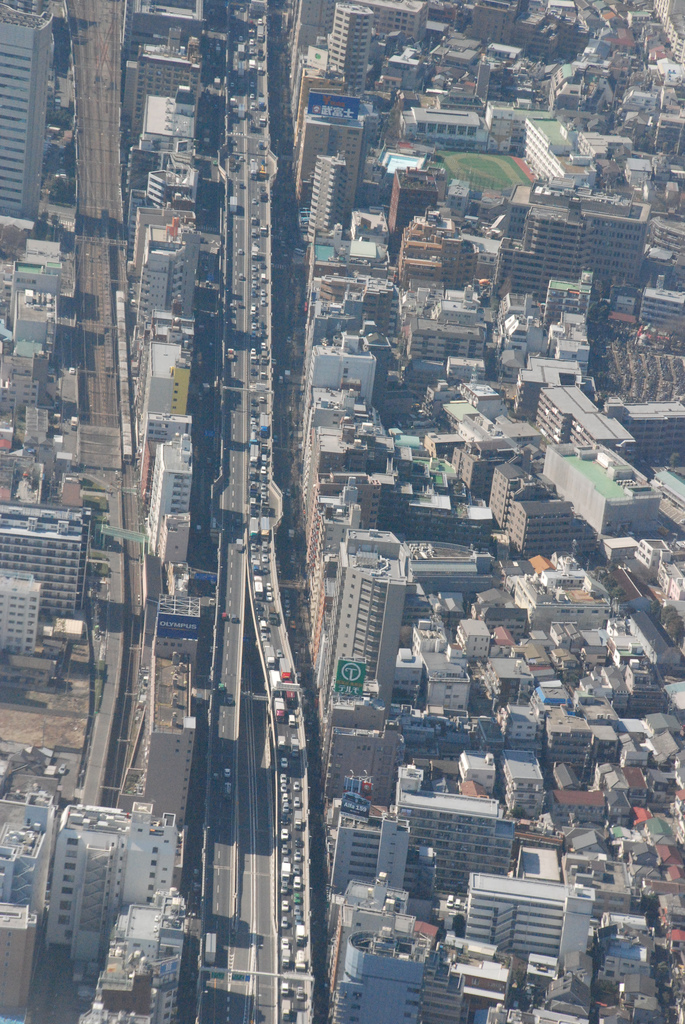
東京都渋谷区幡ヶ谷（手前）、笹塚（奥）

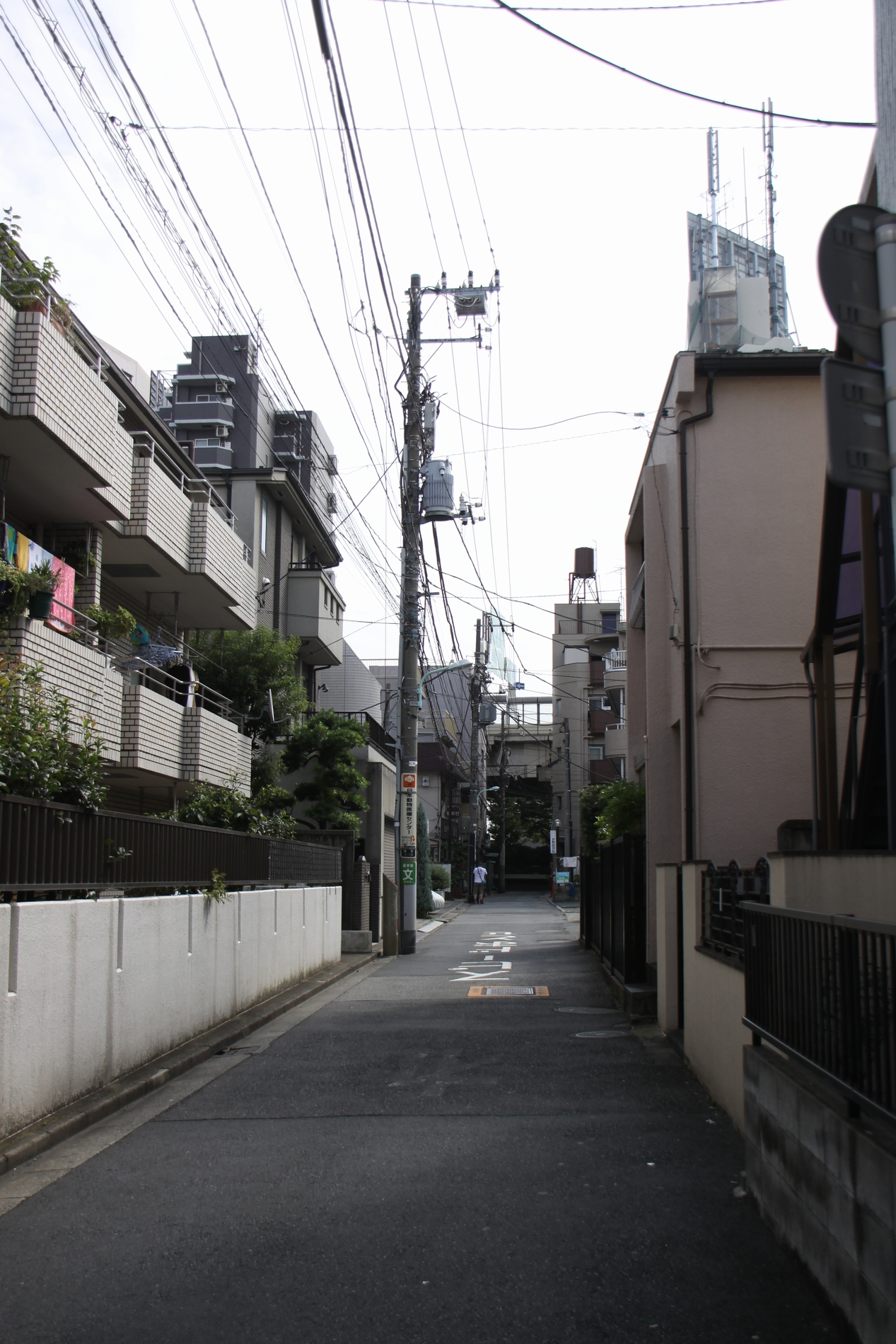
地域内の本町の街並み

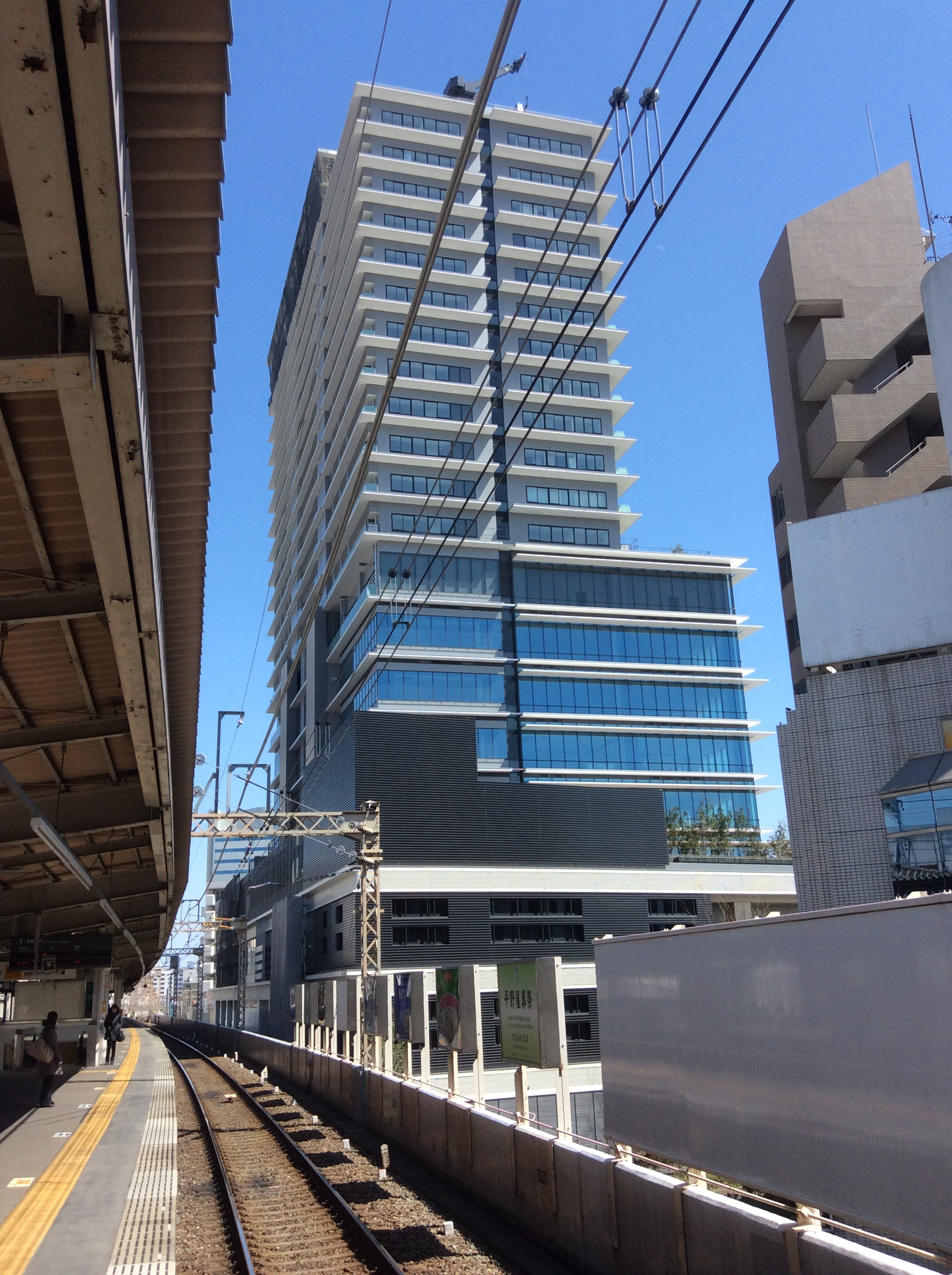
メルクマール京王笹塚
笹塚駅南口の再開発によって2015年に完成した

地名「幡ヶ谷」の指し示す範囲には以下の2通りがあり、本稿では両者とも扱う。
1. 汎称地名としての「幡ヶ谷」（幡ヶ谷地区）。これは旧幡ヶ谷村の全域に相当し、現行行政地名では本町一〜六丁目、幡ヶ谷一〜三丁目、笹塚一〜三丁目が含まれる。
2. 渋谷区の現行行政地名としての「幡ヶ谷」。1960年（昭和35年）の町名地番変更により使用され始めた地名で、幡ヶ谷一丁目から幡ヶ谷三丁目まである。郵便番号は151-0072[3]。

幡ヶ谷地区はかつて「幡ヶ谷本町」・「幡ヶ谷中町」・「幡ヶ谷原町」・「幡ヶ谷笹塚町」の4つの幡ヶ谷を冠する町名に区分けされていたが、1960年の町名地番整理の際に「本町」・「幡ヶ谷」・「笹塚」に整理され現在に至る（後述）。現在では幡ヶ谷地域としての一体感は失われつつあり、本町・幡ヶ谷・笹塚はそれぞれ別個独立した町として認識されることが多い。なお、幡ヶ谷氷川神社や幡ヶ谷不動尊は現在でも本町にあり、幡ヶ谷地域に属することをうかがわせる貴重な存在となっている。
都心からの距離が近く、交通の便も良いことからマンションやアパート、一戸建て住宅が立ち並ぶ住宅街となっている。賑やかな商店街があるのが特徴で、駅前を中心に商店や娯楽施設、銀行なども立地するため、生活に非常に便利な街となっている。
近年、再開発が活発に進められており、マンション・オフィスビルの建設や公園の整備などが頻繁に行われている。渋谷区と住民や民間企業が協力し、地域の将来像を考える「ササハタハツまちづくり」も進められており、幡ヶ谷は今後も大きな変化を遂げていくと考えられる。

### 地形

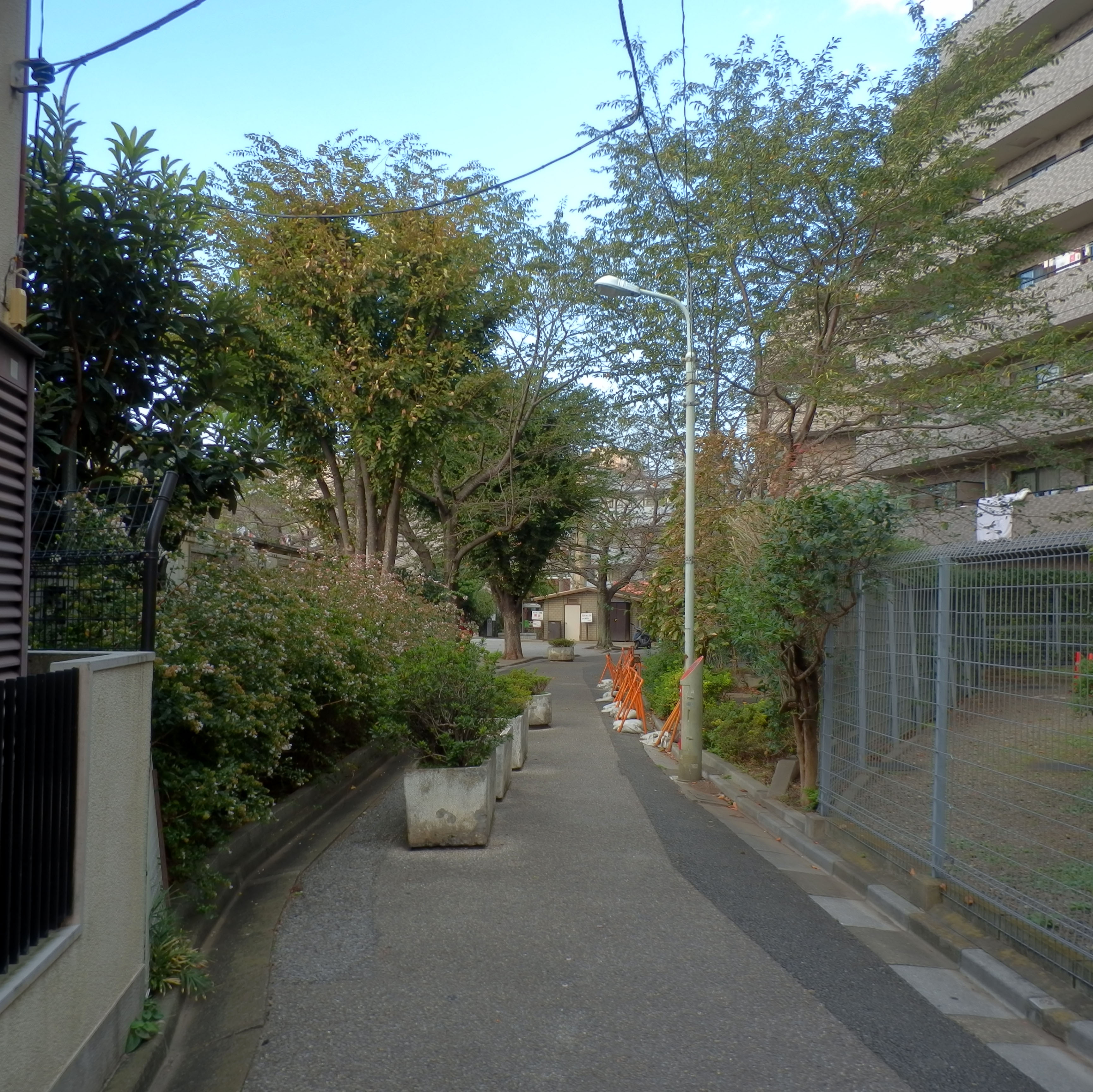
和泉川の暗渠
遊歩道になっている

武蔵野台地の非常に強固な地盤の上に位置し、平坦な土地が大半を占める。
しかし、「幡ヶ谷」の名が示すように浅い谷が何か所か存在する。最大のものは地域北部の笹塚三丁目から幡ヶ谷三丁目、本町五丁目・四丁目・三丁目にかけて東西方向に存在する谷であり、明治期までは笹塚田圃・中幡ヶ谷田圃・本町田圃と呼ばれる水田地帯となっていた。ここには和泉川が流れていたが、現在では暗渠化されている。この暗渠の周辺は大雨の際に氾濫する可能性があるとされているため、下流にあたる本町付近では土のうが準備されている。
また、旗洗池付近、本村隧道付近、幡ヶ谷駅付近、笹塚交差点付近には上記の谷に向かうようにして南北方向の浅い谷が存在する。旗洗池付近のものが小笠原窪、本村隧道付近のものが地蔵窪、笹塚交差点付近のものが牛窪と呼ばれているが、幡ヶ谷駅付近の谷には名前が付けられていない。かつてはこれらの谷にも和泉川に流れ込むようにして小川が流れていたが、現在では暗渠化などにより消滅している。小笠原窪はかつて当地にあった唐津藩小笠原家の屋敷から、地蔵窪は子育地蔵尊から名付けられたと考えられている。牛窪ではかつて極悪人を牛裂きの刑に処していたという伝承があり（牛窪の名前の由来）、処刑された罪人の霊を鎮めるために建立されたという牛窪地蔵尊が現在でも祀られている。
他に特筆すべき点として、幡ヶ谷を流れていた川（和泉川）が神田川の水系に属していることが挙げられる。渋谷区の他の地域の川が渋谷川の水系に属すのに対し、区内で唯一神田川の水系に属する川を持つ幡ヶ谷は、同じく神田川水系の川がある新宿区や中野区に近い性質を持つと言えるだろう。

## 産業

### 事業所
2021年（令和3年）現在の経済センサス調査による事業所数と従業員数は以下の通りである。
| 丁目         | 事業所数  | 従業員数 |
| ------------ | --------- | -------- |
| 幡ヶ谷一丁目 | 220事業所 | 3,145人  |
| 幡ヶ谷二丁目 | 395事業所 | 3,992人  |
| 幡ヶ谷三丁目 | 136事業所 | 753人    |
| 計           | 751事業所 | 7,890人  |

事業者数の変遷
経済センサスによる事業所数の推移。
| 年                 | 事業者数 |
| ------------------ | -------- |
| 2016年（平成28年） | 778      |
| 2021年（令和3年）  | 751      |

従業員数の変遷
経済センサスによる従業員数の推移。
| 年                 | 従業員数 |
| ------------------ | -------- |
| 2016年（平成28年） | 6,923    |
| 2021年（令和3年）  | 7,890    |

### 主な企業

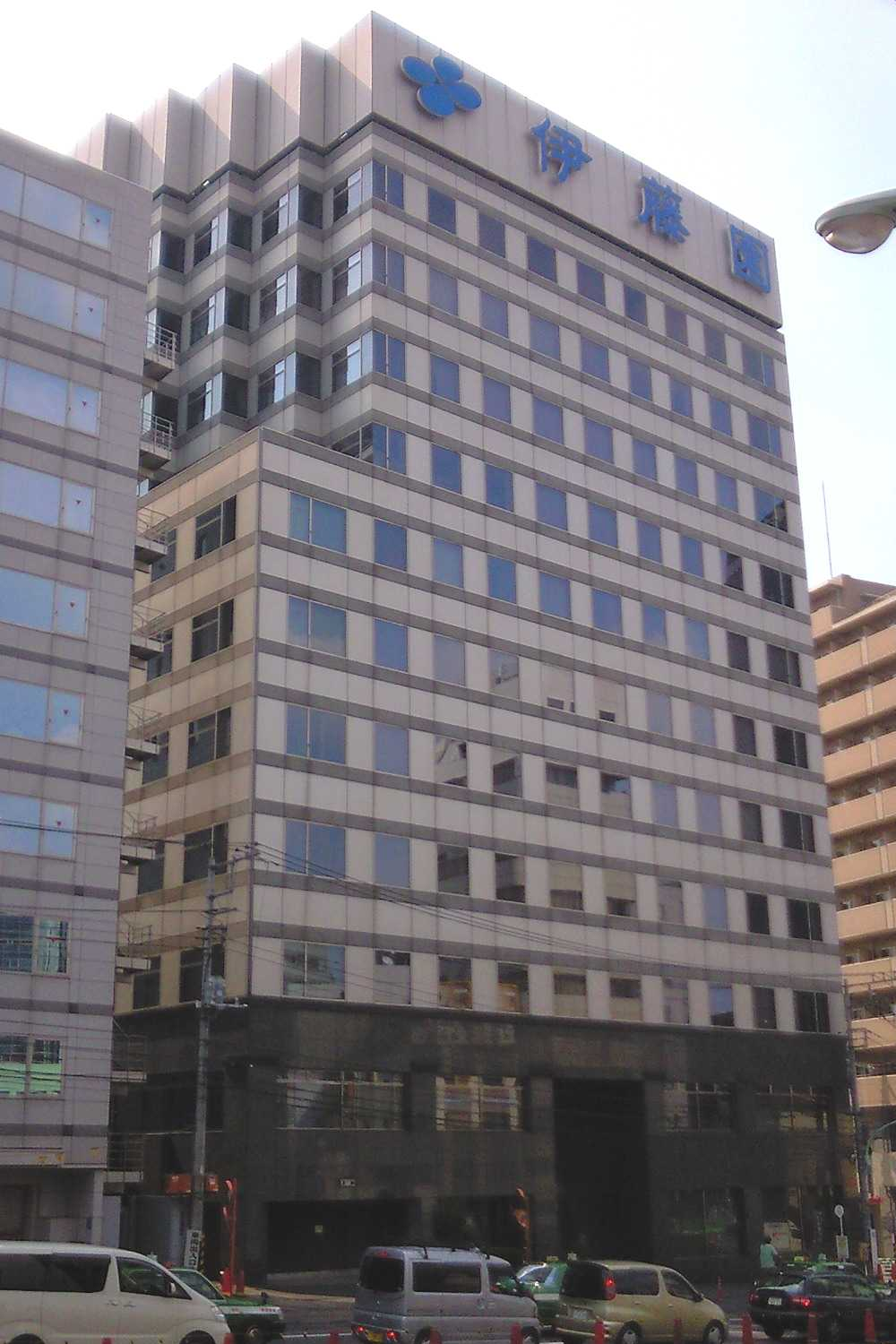
伊藤園本社
山手通り沿いにある

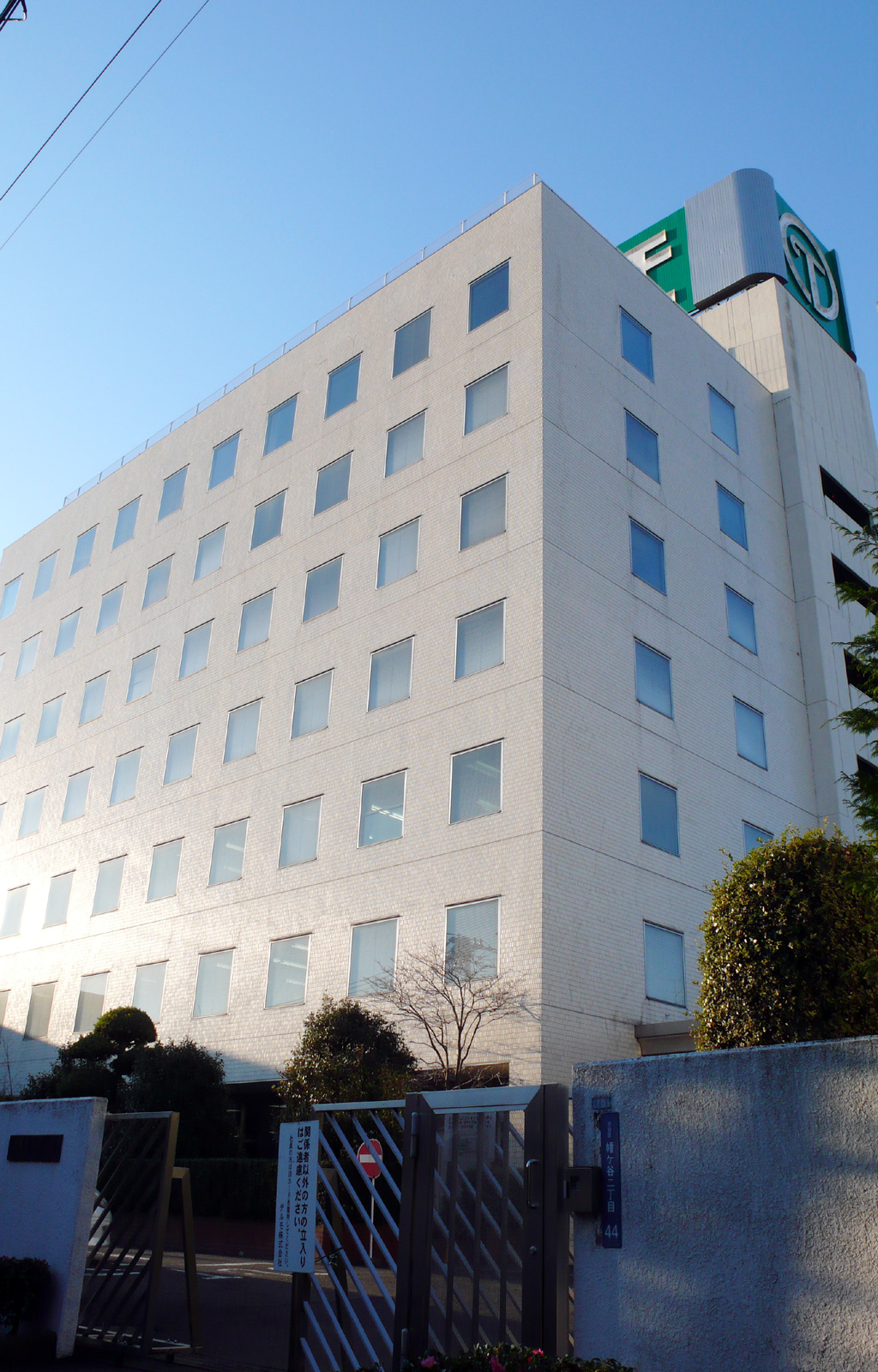
テルモ本社旧社屋
2010年頃解体され現存しない

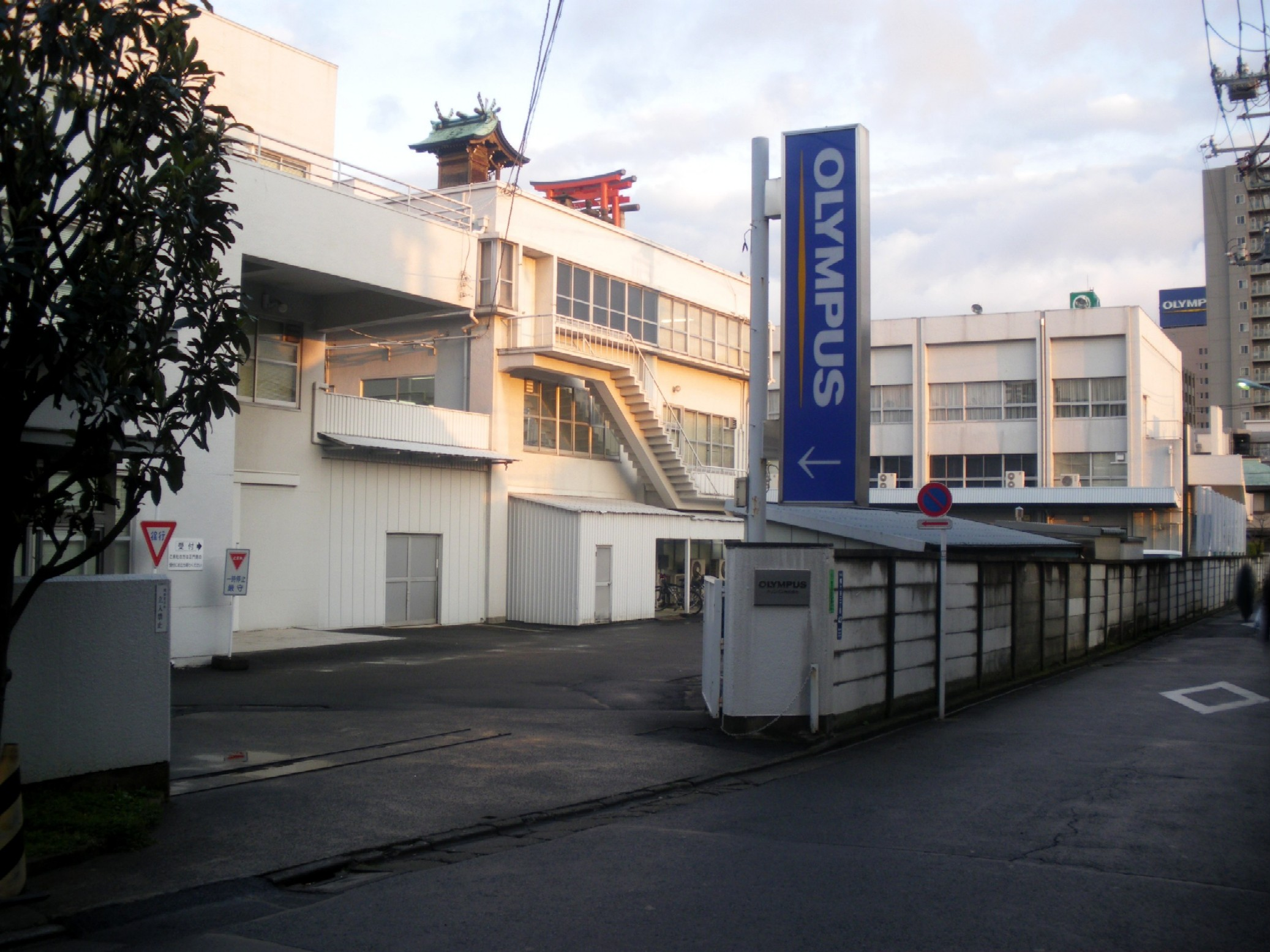
オリンパス幡ヶ谷事業所
こちらも2010年頃解体され現存しない

地域の大部分が住宅街であるが、甲州街道周辺を中心に企業の社屋も存在する。ここでは主なものを挙げる。
- カシオ計算機本社（本町1丁目）
- 伊藤園本社（本町3丁目）
- 帝国石油本社（幡ヶ谷1丁目）
  - 2008年に国際石油開発帝石に吸収合併。
- テルモ本社（幡ヶ谷2丁目）
  - なお、白い壁面が特徴的であったテルモの本社社屋は再開発のため収去されており、現在では北側の水道道路に面する形でプレハブ造の建物が建てられている。現在でもテルモ本社の所在地は幡ヶ谷2丁目とされている。
  - かつては本社敷地の西側にオリンパスの事業所が隣接しており、両社の敷地を一体化しての再開発が計画されていた。テルモが土地をオリンパスに譲渡し、オリンパスが建物を建設して両社がそこに入居する予定であった[11]。しかし、この土地の土壌汚染が判明し、オリンパスの不正会計問題も発生したことから再開発計画は白紙となり、現在は社屋跡地は広大な駐車場として暫定利用されている。
  - 2022年3月31日、オリンパスが事業所跡地及びテルモから譲り受けた本社跡地を国内法人に譲渡したことを発表した[12]。
- オリンパス幡ヶ谷事業場（幡ヶ谷2丁目）
  - 再開発のため収去され駐車場として暫定利用されている。前述の通り、跡地を国内法人に譲渡したことが発表されている。
- ヤマダレオハウス本社（幡ヶ谷2丁目）
- 三工社本社（幡ヶ谷2丁目）
- 新宿中村屋本社・東京事業所（笹塚1丁目）
  - かつては工場として稼働していた。再開発のため、建物の収去が行われている。

## 主な施設

### 学校

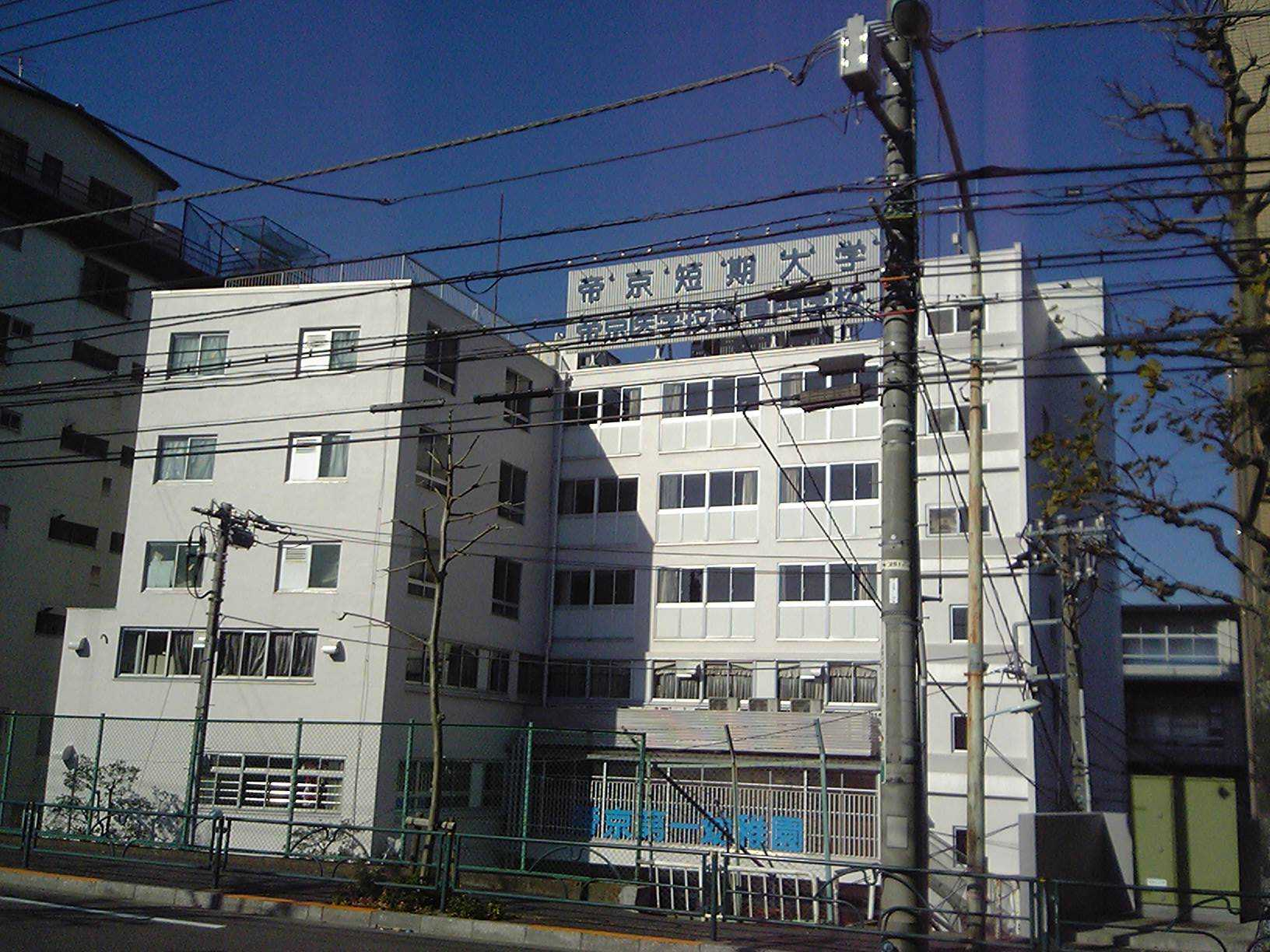
帝京短期大学

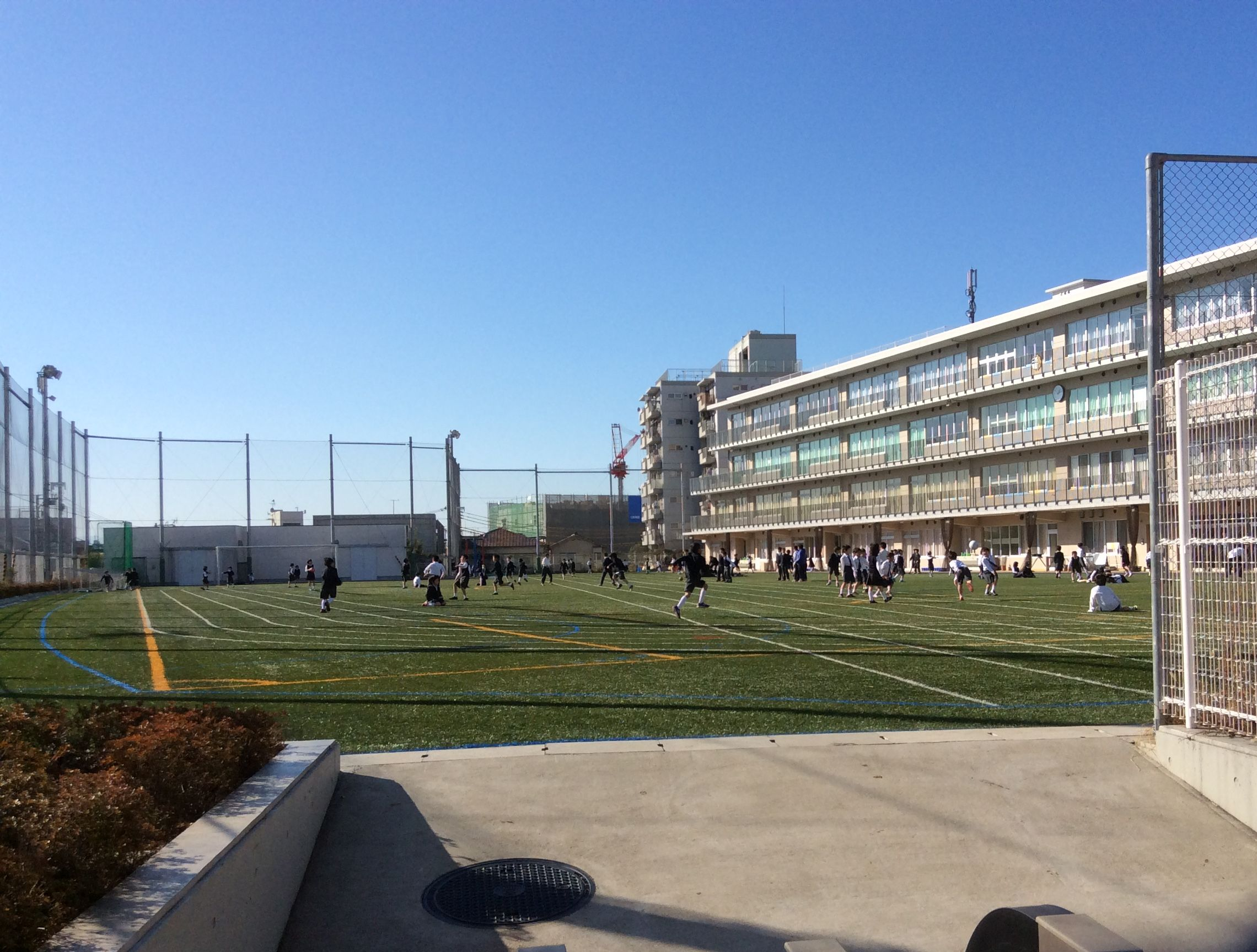
渋谷本町学園
2012年に新設された渋谷区立の小中一貫校

以下の公立学校が存在する。
- 渋谷区立本町学園（本町4丁目）
- 渋谷区立中幡小学校（幡ヶ谷3丁目）
- 渋谷区立笹塚小学校（笹塚2丁目）
- 渋谷区立笹塚中学校（笹塚3丁目）
- 富士見丘中学校・高等学校（笹塚3丁目）
- 関東国際高等学校（本町3丁目）
- 帝京短期大学（本町6丁目）

かつては以下の学校も存在した。
- 渋谷区立本町小学校 （本町4丁目）
- 渋谷区立本町東小学校（本町3丁目）
- 渋谷区立本町中学校 （本町4丁目）

### その他の公共施設
東京消防庁消防科学研究所（幡ヶ谷1丁目に所在) や幡ヶ谷高齢者センター（幡ヶ谷2丁目に所在）、幡ヶ谷社会教育館（幡ヶ谷2丁目に所在）などが存在する。

### 神社仏閣

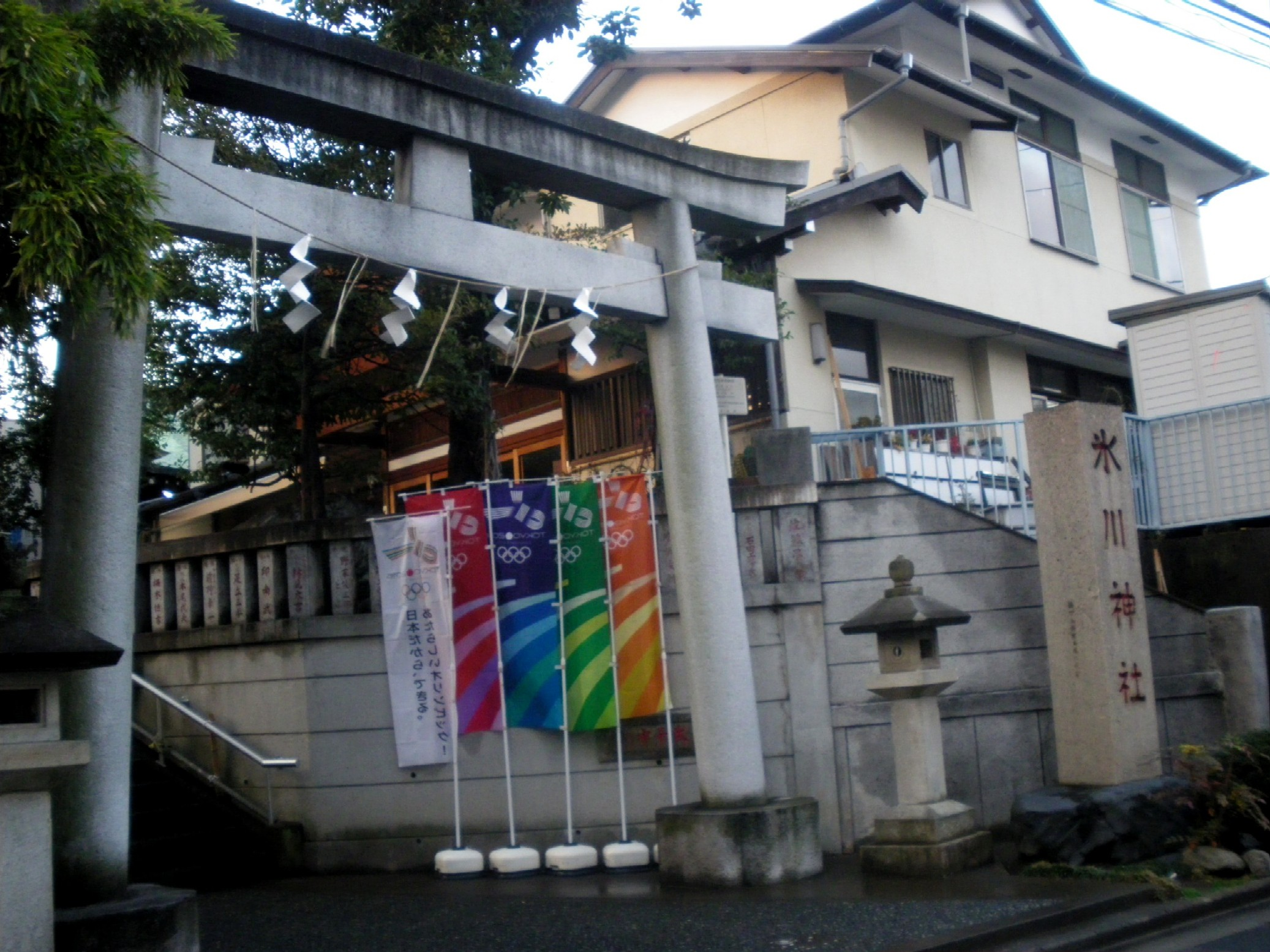
幡ヶ谷氷川神社

本町五丁目には氷川神社が存在する。この神社は幡ヶ谷の鎮守の神様であり、幡ヶ谷の草創期から存在する歴史ある神社となっている。他にも「幡ヶ谷不動尊」の名で親しまれている荘厳寺 (本町二丁目に所在) や、酒呑み地蔵があることで知られる清岸寺 (幡ヶ谷二丁目に所在) といった寺社もある。

### 商店街

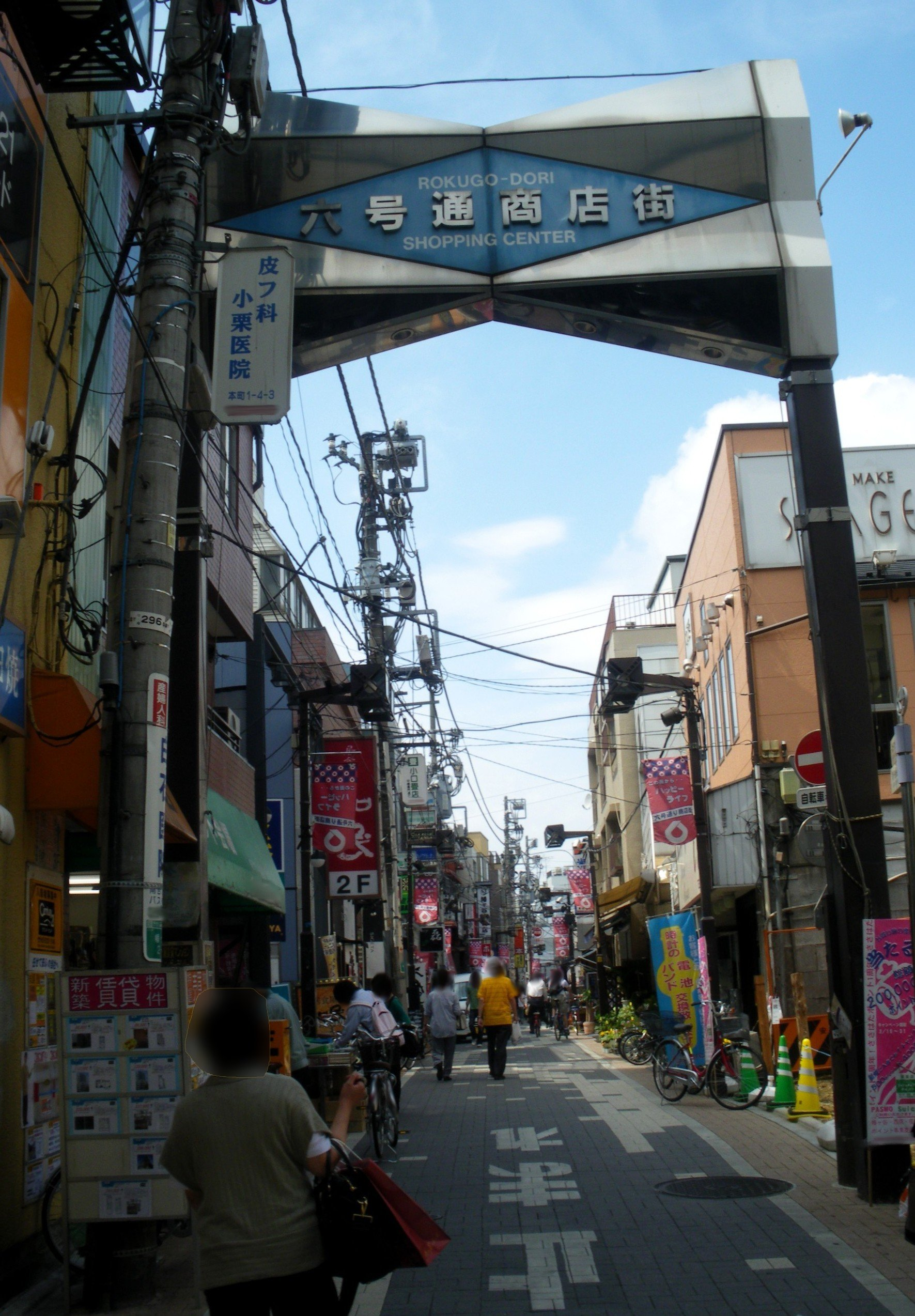
六号通り商店街

前述の通り、幡ヶ谷には賑やかな商店街が数多く存在する。中でも幡ヶ谷駅前の六号通り商店街や笹塚駅前の十号通り商店街はひときわ繁華な場所である。詳しくは六号通り、十号通りの各項目を参照のこと。

## 交通

### 道路
東西方向に甲州街道（国道20号）および水道道路が走り、本町の北部では方南通りが通っている。また、南北方向には地域中央部で中野通りが、東端地域を山手通りが、西端のすぐ外側では環七通りが通っている。甲州街道の真上には高架の首都高新宿線が走っており、甲州街道上に幡ヶ谷出入口がある。

### 鉄道
| 街区内の駅                 | 隣接する街区の駅                                  |
| -------------------------- | ------------------------------------------------- |
| 京王新線 - 幡ヶ谷駅(KO 03) | 京王新線 - 初台駅(KO 02) 京王新線 - 笹塚駅(KO 04) |

- 初台駅は本町東部の、幡ヶ谷駅は本町西部および幡ヶ谷の、笹塚駅は笹塚の最寄り駅として使われている。
- 線路名称上、この地域を走る京王電鉄の路線は京王線のみであるが、新宿駅 - 笹塚駅間は複々線で運転系統が京王線と京王新線の2系統に分かれており、旅客案内では京王線・京王新線がそれぞれ別路線として扱われている。笹塚駅には京王線・京王新線両方の列車が停車するが、幡ヶ谷駅及び初台駅には京王新線の列車のみが停車し、京王線の列車は全て通過する。
- なお、かつては初台駅と幡ヶ谷駅の間に幡代駅と幡代小学校前駅が存在したが、いずれも終戦前までに廃止されている。
- この他、地域内北端に都営地下鉄大江戸線が通っている。中でも新宿区西新宿に所在する西新宿五丁目駅は、副駅名に幡ヶ谷地域内に存在した橋である「清水橋」がつけられており、本町北部にとっては当駅が最寄り駅である。

#### バス
路線バスは中野通りや水道道路、甲州街道沿いに多数のバス便があり、渋谷駅⇔幡ヶ谷駅⇔中野駅(渋63)、渋谷駅⇔幡ヶ谷駅⇔笹塚駅⇔阿佐ヶ谷駅(渋66)、新宿駅西口⇔方南町駅⇔永福町駅(宿33)、といった路線が利用できる。
路線バスの他に渋谷区営のコミュニティバス「ハチ公バス」が運行されており、地域内の各地と渋谷区役所を結んでいる。
一般路線バス
- 都営バス
- 京王バス
- 小田急バス

コミュニティバス
- 京王バス

### 文化

#### 氷川神社の大祭
幡ヶ谷地域は旧幡ヶ谷村の村社である氷川神社（本町5丁目に所在）を共通の氏神とし、秋の大祭には全域から山車が集まる。

#### 新国立劇場

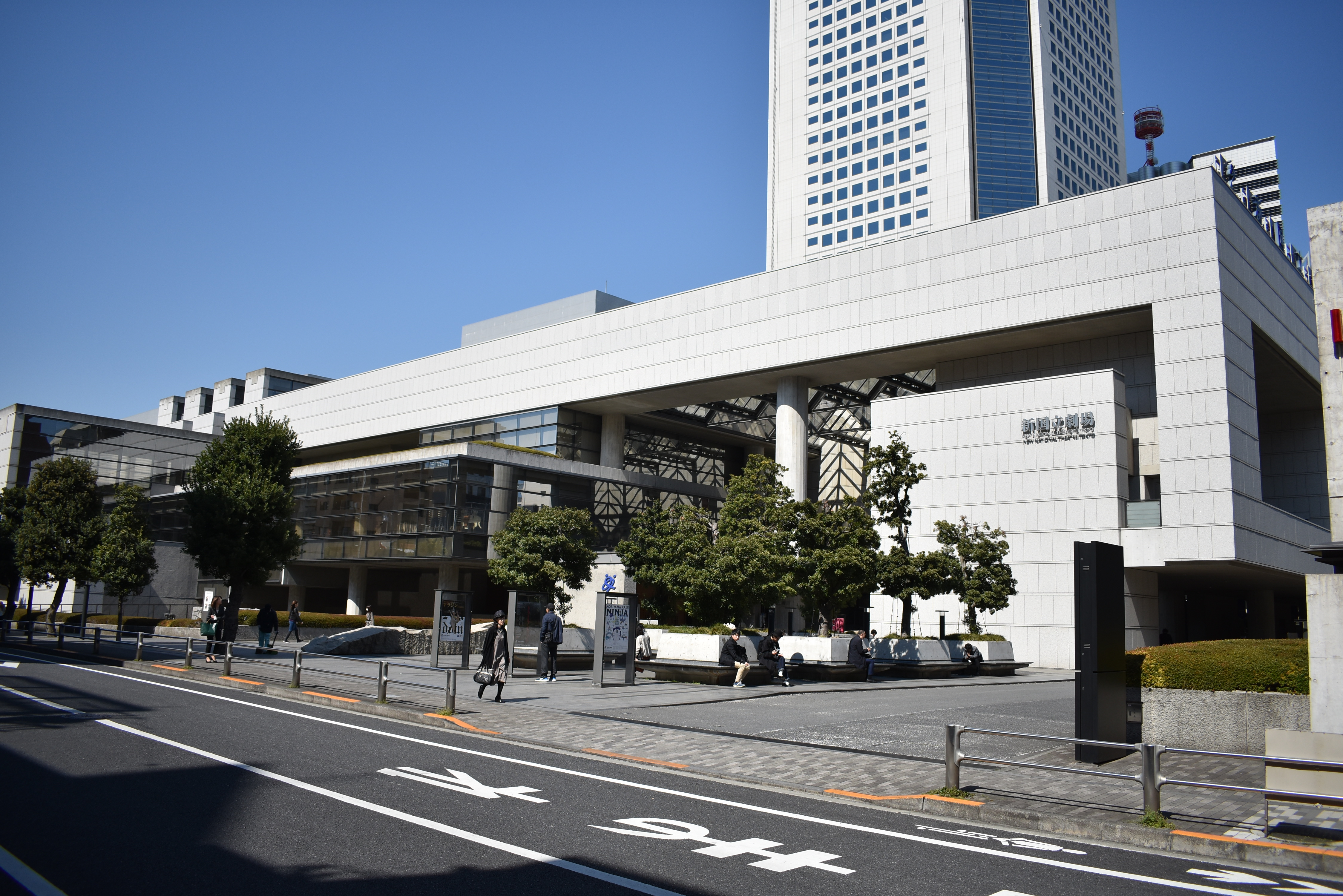
新国立劇場

本町に存在する新国立劇場ではオペラの上演が行われている。

#### 出身人物
著名な出身人物は以下の通りである。
- 橋下徹（タレント、弁護士、政治家） - 元：大阪府知事、元：大阪市長
- 井上和香（女優、タレント）
- あおい輝彦（俳優、歌手、声優）

### 世帯数・人口・学区

#### 世帯数と人口
2024年（令和6年）12月1日現在、幡ヶ谷一丁目～幡ヶ谷三丁目の世帯数と人口（渋谷区発表）は以下の通りである。
なお、幡ヶ谷地域の他の町（本町・笹塚）については、本町の世帯数と人口及び笹塚の世帯数と人口を参照のこと。
| 丁目         | 世帯数     | 人口     |
| ------------ | ---------- | -------- |
| 幡ヶ谷一丁目 | 2,339世帯  | 3,411人  |
| 幡ヶ谷二丁目 | 4,092世帯  | 6,152人  |
| 幡ヶ谷三丁目 | 4,125世帯  | 6,894人  |
| 計           | 10,556世帯 | 16,457人 |

##### 人口の変遷
国勢調査による人口の推移。
| 年                 | 人口   |
| ------------------ | ------ |
| 1995年（平成7年）  | 14,314 |
| 2000年（平成12年） | 15,535 |
| 2005年（平成17年） | 15,733 |
| 2010年（平成22年） | 14,928 |
| 2015年（平成27年） | 16,269 |
| 2020年（令和2年）  | 17,522 |

##### 世帯数の変遷
国勢調査による世帯数の推移。
| 年                 | 世帯数 |
| ------------------ | ------ |
| 1995年（平成7年）  | 7,300  |
| 2000年（平成12年） | 8,497  |
| 2005年（平成17年） | 8,964  |
| 2010年（平成22年） | 9,470  |
| 2015年（平成27年） | 9,867  |
| 2020年（令和2年）  | 10,782 |

#### 学区
幡ヶ谷一丁目～幡ヶ谷三丁目から区立小・中学校に通う場合、学区は以下の通りとなる（2023年3月時点）。
なお、幡ヶ谷地域の他の町（本町・笹塚）については、本町の小・中学校の学区及び笹塚の小・中学校の学区を参照のこと。
| 丁目         | 番地                                | 小学校             | 中学校               | 調整区域による変更可能校 |
| ------------ | ----------------------------------- | ------------------ | -------------------- | ------------------------ |
| 幡ヶ谷一丁目 | 10～12番                            | 渋谷区立笹塚小学校 | 渋谷区立笹塚中学校   |                          |
| 幡ヶ谷一丁目 | 1〜9番 13〜34番                     | 渋谷区立西原小学校 | 渋谷区立代々木中学校 |                          |
| 幡ヶ谷二丁目 | 1～19番 39〜42番 44番 46〜48番 50番 | 渋谷区立西原小学校 | 渋谷区立代々木中学校 |                          |
| 幡ヶ谷二丁目 | 20～34番 36〜37番                   | 渋谷区立笹塚小学校 | 渋谷区立笹塚中学校   |                          |
| 幡ヶ谷二丁目 | 35番                                | 渋谷区立中幡小学校 | 渋谷区立笹塚中学校   | 渋谷区立笹塚小学校       |
| 幡ヶ谷二丁目 | 38番、43番 49番 51〜56番            | 渋谷区立中幡小学校 | 渋谷区立笹塚中学校   |                          |
| 幡ヶ谷三丁目 | 1～36番 38～81番                    | 渋谷区立中幡小学校 | 渋谷区立笹塚中学校   |                          |
| 幡ヶ谷三丁目 | 37番                                | 渋谷区立笹塚小学校 | 渋谷区立笹塚中学校   | 渋谷区立中幡小学校       |

### その他

#### 警察署・消防署
全域が代々木警察署・渋谷消防署の管轄下にある。代々木警察署は地域内の本町に、渋谷消防署は神南にある。

#### 日本郵便
- 郵便番号 : 151-0072[3]（集配局 : 代々木郵便局[20]）。

## 歴史

### 地名の由来

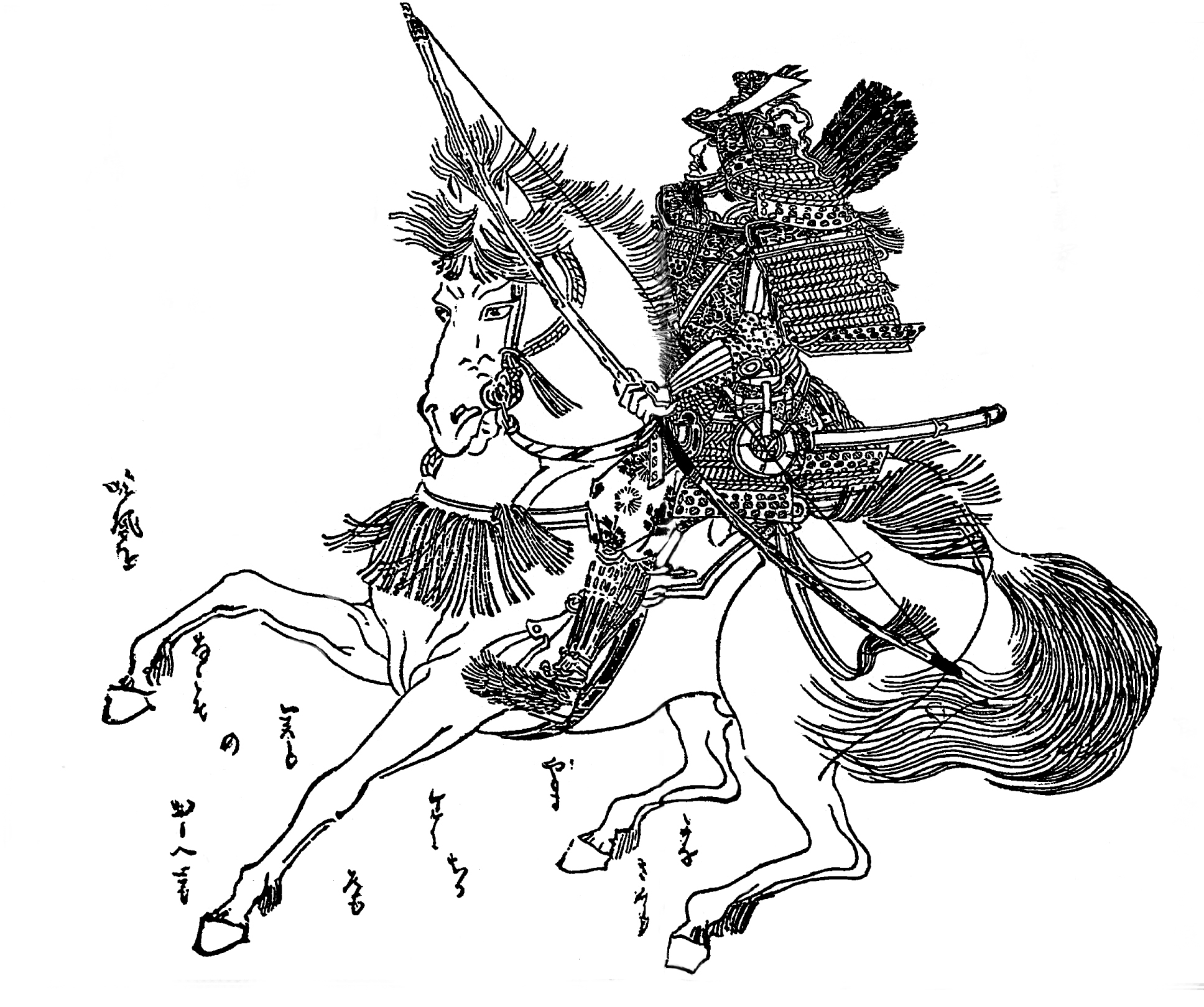
源義家

1082年（永保2年）に源義家が後三年の役から帰る途中に、小笠原窪（現在の本町付近）にあった池(旗洗池)にて白旗を洗い、檜に掲げて祝宴を行ったことに由来する。

### 概要
現在では都会の様相を呈す幡ヶ谷も、江戸時代・明治時代には純然たる農村であった。これは、通行人が狸に化かされた怪談話があることからも窺えるが、一方で五街道の1つに数えられる甲州街道が地域内に敷かれていたことから、街道周辺は昔から通行人で賑わっていたと考えられる。
また、幡ヶ谷は、甲州街道を東に少し進んだ先にあり宿場町として栄えていた新宿との関係が昔から深く、伝統的に新宿を生活のよりどころとしてきた地域である。現在は渋谷区の一部となっているが、歴史的・地理的観点から見て渋谷との関連は薄く、現在でも渋谷よりも新宿に密接に関連した地域となっている。

### 詳細

#### 集落の始まり(中世)
幡ヶ谷の起源は定かではないが、村の氏神である氷川神社と、そこから伸びる国分寺道・中幡ヶ谷道周辺に集落が形成されたのが村の始まりであると考えられる。「幡ヶ谷」の名前が古文書に初めて現れたのは戦国時代、後北条氏が関東一円を掌握した時期の小田原分限帳であるという。その後、後北条氏が滅びて関東八カ国が徳川家康の領国となり、つづいて江戸幕府が開かれるに当たり幡ヶ谷はその大部分が幕府の直轄地となった。

#### 村の発展(近世)

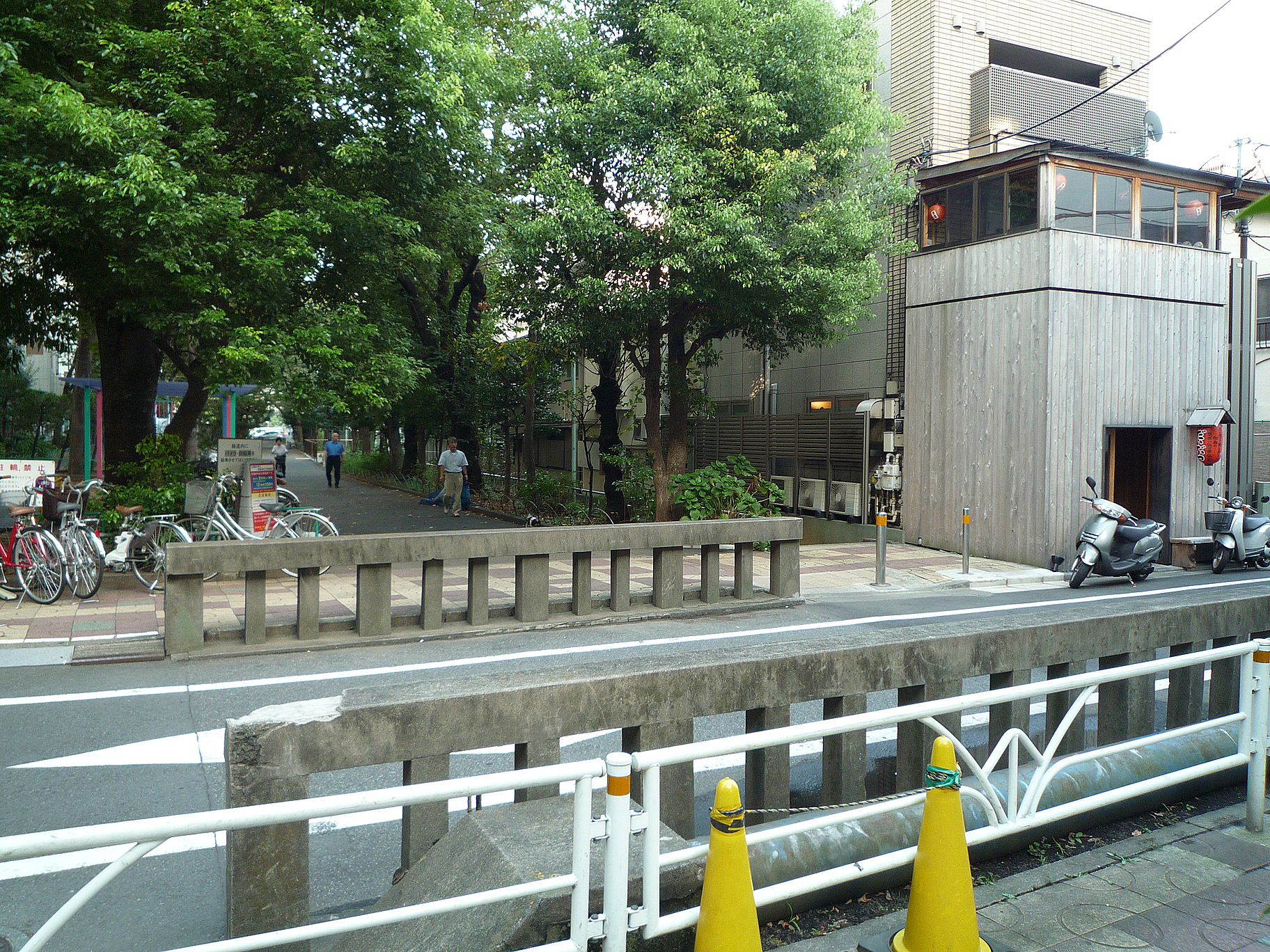
現在でも残る玉川上水の橋の欄干
代々木四丁目にある三字橋のもの

江戸時代には地域内を東西に貫くように甲州街道が整備された。旧版地図等によると甲州街道沿いにも古くから集落が形成されていた。幡ヶ谷は内藤新宿と下高井戸宿の中間地点にあたり、宿場町は置かれなかったが、旅人の休憩施設や茶店等が街道沿いに設置され、地域内は街道を通る旅人等で賑わっていたようである。
1653年に整備された玉川上水によって幡ヶ谷村内の一部が南北に分断されるようになり、住民が不便を被ることになった。とはいえ、村の北側全域が分断された南隣の代々木村と比較して、幡ヶ谷村は笹塚の一部が分断されたにすぎず、影響は少なかったものと思われる。
江戸時代から幡ヶ谷村は豊島郡に属しており、村内には本村・中幡ヶ谷・下町・原・笹塚の5つの字があった。村の祭りは本村・中幡ヶ谷の連合、下町・原の連合で行い、笹塚は単独で行うことが多かったという。これは、本村と中幡ヶ谷が共に村の創立に関わってたため、下町・原は共に甲州街道沿道にあるため、それぞれ関係が深く連合で祭りを行っていたのに対して、笹塚は裕福な住民が多く単独でも祭りを行えたためだという。

#### 代々幡村の発足と近代化(明治・大正期)
江戸時代から甲州街道を通じて代々木・角筈・柏木等の新宿方面の地域と関係が深かった幡ヶ谷村は1875年、それらの村々と共同で公立学校である豊水小学校を設立する。1878年に豊島郡の一部をもって南豊島郡が設立され、幡ヶ谷村は南豊島郡の所属となる。その頃から幡ヶ谷村は南隣の代々木村と連合して役場や学校を設けるなど関係を深めていたが、1888年に市制・町村制が公布、施行されるに及んで、翌1889年に正式に合併して代々幡村となった。このとき、各村の旧村名であった「幡ヶ谷」及び「代々木」は代々幡村の大字として残ることになる。1898年、村内の大字幡ヶ谷を東西に貫くように玉川上水新水路が完成し、幡ヶ谷は水路の土手で南北に分断されることになる。当時、玉川上水新水路は水質確保のため架橋が禁止されていたため、住民は本村と笹塚にあったトンネル(本村隧道・本町隧道・笹塚隧道)を使って行き来しなくてはならなくなり、多大な不便を被ることになった。また、甲武鉄道等の鉄道の主要ルートから外れたこともあり、明治時代を通じて代々幡村は江戸時代さながらの農村の様相を呈しており、市街化が進んだのは山手線に近い大字代々木の東部のみであった。しかし、1913年の京王線開通を契機に人口が急増し、1915年に町制を施行して代々幡町となった(代々幡町とともに渋谷区を構成した渋谷町・千駄ヶ谷町と比べると6～8年ほど町制施行が遅れた)。1923年の関東大震災では、玉川上水新水路の土手が崩れ町内が浸水するなどの被害はあったが、街が地盤の固い武蔵野台地上に位置していることが幸いし東京の下町地域よりも被害は圧倒的に少なかった。震災後、東京の下町地域の住人が次々と町内に移住し、町の宅地化が進んだ。当時、東京市深川区木場から木材を扱う商人が多く流入したため、現在でも幡ヶ谷周辺には材木屋が多く点在する。
なお、町制施行以前に南豊島郡はすでに東多摩郡と合併して豊多摩郡となっていたので、幡ヶ谷地域は東京府豊多摩郡代々幡町大字幡ヶ谷と呼ばれていた。字の新設も行われ、地域内には本村・本村北・本村西・下町・山谷（現在の本町が該当）、中幡ヶ谷・北原・南原（現在の幡ヶ谷が該当）、北笹塚・南笹塚（現在の笹塚が該当）の10個の小字を有した。

#### 東京市への編入(昭和期)
1932年に東京市が近隣の5郡82町村を編入することになり、豊多摩郡に属する代々幡町も東京市に編入されることとなった。新宿を生活の拠り所とする代々幡町は当初、同じく新宿と関係が深い淀橋町や大久保町などと共に一つの区を形成することを希望していたが、同じ郡の2～3の町村が合わさって一つの区を作るとのルールがあったため、仕方なく渋谷町・千駄ヶ谷町と組んで一つの区となることを受け入れた。新区名についても、当時は渋谷よりも明治神宮のある代々木の方が知名度が高かったことなどから「代々木区」とすることを希望しており、これに渋谷町が反対すると妥協案として「宮区」（幡ヶ谷・千駄ヶ谷・渋谷の3つの谷、すなわち「三谷（みや）」と明治神宮の「宮」をかけたもの）とする案も提示していたが、東京府議会と関係の深い渋谷町議会議員により新区名が半ば強引に「渋谷区」とされ、幡ヶ谷地域は渋谷区の一部となった。
以上のような経緯により代々幡町は東京市に編入されて旧渋谷町、旧千駄ヶ谷町と共に渋谷区を形成することになり、幡ヶ谷地域は渋谷区の北端に位置する離れ小島のような存在となってしまう。渋谷方面へのアクセスが良好な代々木地域や千駄ヶ谷地域に比べ幡ヶ谷地域は新宿へのアクセスの方が抜群に優れており、街の雰囲気や川の水系が新宿に近い特徴を持つこともあり、区内でも異質な存在となってしまった。

#### 現在の幡ヶ谷
幡ヶ谷地域ではその後七号通り付近を中心として工場の立地が進んで「幡ヶ谷工業地帯」とも呼ばれるに至り、同時に宅地化も進んだ。現在では新宿に近い利便性からかつての農村風景は遠く失われ、住宅地・商業地となってマンションや店舗が立ち並ぶ賑やかな街となっている。

### その他の主な事象
- 1882年（明治15年） - 幡代小学校の創設

1879年に制定された新教育令に従い、1882年に幡ヶ谷村と代々木村は従来からあった私塾を移して連合村立小学校「白木分校」を設けた。そして、1889年に両村合併して代々幡村となるや、白木分校を改称して「代々幡村立幡代小学校」とした。その後、幡ヶ谷地域は人口増加に伴って、笹塚小学校（1920年（大正9年））、本村小学校（1923年（大正12年）、のちに「本町小学校」と改称）、西原小学校（1928年（昭和3年）、幡ヶ谷原町の大部分を通学区域に含めて創設）、中幡小学校（1932年（昭和7年））と小学校を創設、整備していった。
- 1898年（明治31年） - 玉川上水新水路の完成

玉川上水は、和泉から新宿への流れは従来は幡ヶ谷地域と代々木地域の境の辺を通っていたが、東京市の新水道事業で淀橋浄水場の完成を機会に、和泉から角筈の浄水場までほぼ一直線に土手を築いて新水路を通した。工事は1892年に着手し、1898年に完成した。新水道は東京市民に多大の恩恵を与えたが、幡ヶ谷地域は中央を高い土手が縦貫して地域が南北に分断され、長年にわたって土地の発展が妨げられ、住民が多大の不便を囲った。当時は新水路上に橋が設置されておらず、南北の行き来は3つ設置されたトンネル(本村隧道・本町隧道・笹塚隧道)を通してのみ可能であった。
- 1914年（大正3年） - 京王線の開通

京王線は1912年に笹塚 - 調布の区間を開通・開業していたが、引き続いて東への延長工事を進め、1914年11月には「新町」（現在の文化女子短期大学の西の地点）まで延長した。なおこの後、新宿終点までの延長が完成するのは翌1915年5月のことであった。 開業当初の幡ヶ谷地域とその周縁にあった京王線の駅は、改正橋駅・幡代小学校前駅・代々幡駅・幡ヶ谷駅・笹塚駅の4駅であった。
- 1932年（昭和7年） - 玉川上水新水路の廃止

1932年に玉川上水が甲州街道の地下に埋設された水道管を経由することに伴い、新水路は廃止された。そして、土手も撤去されることになり、上流側から工事が始まった。しかし、その後の戦争の進展により、土手の撤去工事は上流側から七号橋まで進んだ段階で中断された。戦後になって工事は再開されたが、七号橋から下流側は土手が撤去されることなく整地されただけに終わった。そして、水路全延長の跡地に水道道路が作られた。
- 1945年（昭和20年） - 京王線「幡代」駅廃止
- 1978年（昭和53年） - 京王新線開通。「初台」駅と「幡ヶ谷」駅が新線に移転

### 町名の変遷
元来幡ヶ谷村では本村・中幡ヶ谷・下町・原・笹塚の5つの小字が存在した。
その後、字の増設が行われ、本村・本村北・本村西・下町・山谷・中幡ヶ谷・北原・南原・北笹塚・南笹塚の10個の小字になった。
1932年の東京市編入の際、幡ヶ谷の小字も整理され下記の4町名に再編された。
- 幡ヶ谷本町一丁目～三丁目（←本村・本村北・本村西・下町・山谷）
- 幡ヶ谷中町（←中幡ヶ谷）
- 幡ヶ谷原町（←北原・南原）
- 幡ヶ谷笹塚町（←北笹塚・南笹塚）

1960年（昭和35年）に町界町名地番の整理改正が行われた際、下記の3つの町に統合整理され、現在に至っている。ただし、新しい町域の設定に際し、中野通りなどの比較的新しい道路を境界としたので、旧町のと新町の町域には多少の相違がある。なお、現在の町内会の境界は従来の字の境界をそのまま使っているものが多い。
- 本町一丁目〜六丁目（←幡ヶ谷本町）
- 幡ヶ谷一丁目～三丁目（←幡ヶ谷中町・幡ヶ谷原町）
- 笹塚一丁目～三丁目（←幡ヶ谷笹塚町）

1968年（昭和43年）1月1日に、住居表示を実施。幡ヶ谷一丁目・三丁目の全部と幡ヶ谷二丁目の一部をもって現行の幡ヶ谷一丁目～三丁目が成立した。
| 実施後       | 実施年月日   | 実施前（特記なければ各町名ともその一部）     |
| ------------ | ------------ | -------------------------------------------- |
| 本町六丁目   | 1968年1月1日 | 本町六丁目（全域）、本町一丁目、幡ヶ谷二丁目 |
| 幡ヶ谷一丁目 | 1968年1月1日 | 幡ヶ谷一丁目（全域）                         |
| 幡ヶ谷二丁目 | 1968年1月1日 | 幡ヶ谷二丁目                                 |
| 幡ヶ谷三丁目 | 1968年1月1日 | 幡ヶ谷三丁目（全域）、幡ヶ谷二丁目           |

## 地域の課題と今後の展望

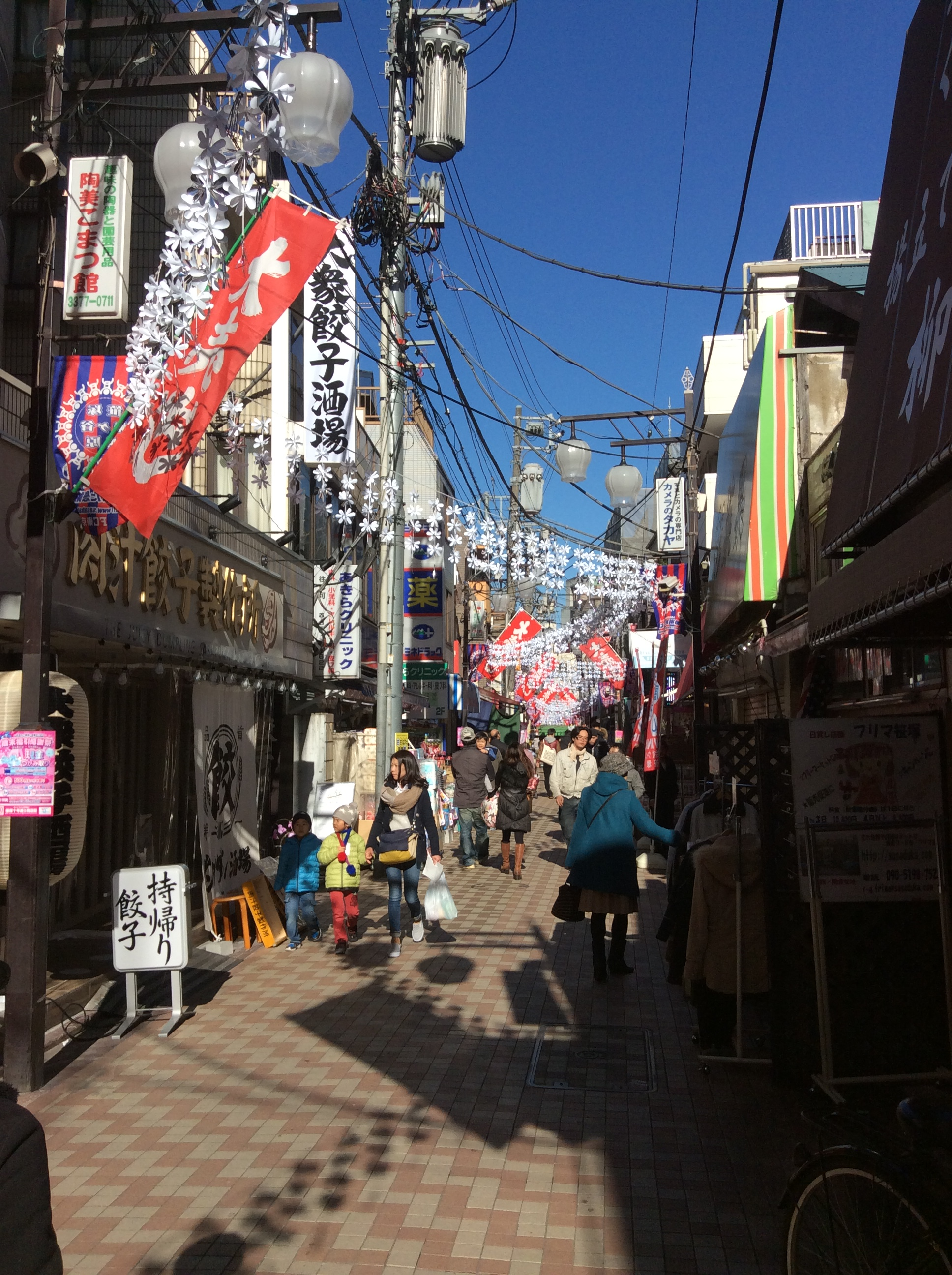
十号通り商店街
狭い道に商店街が形成されている

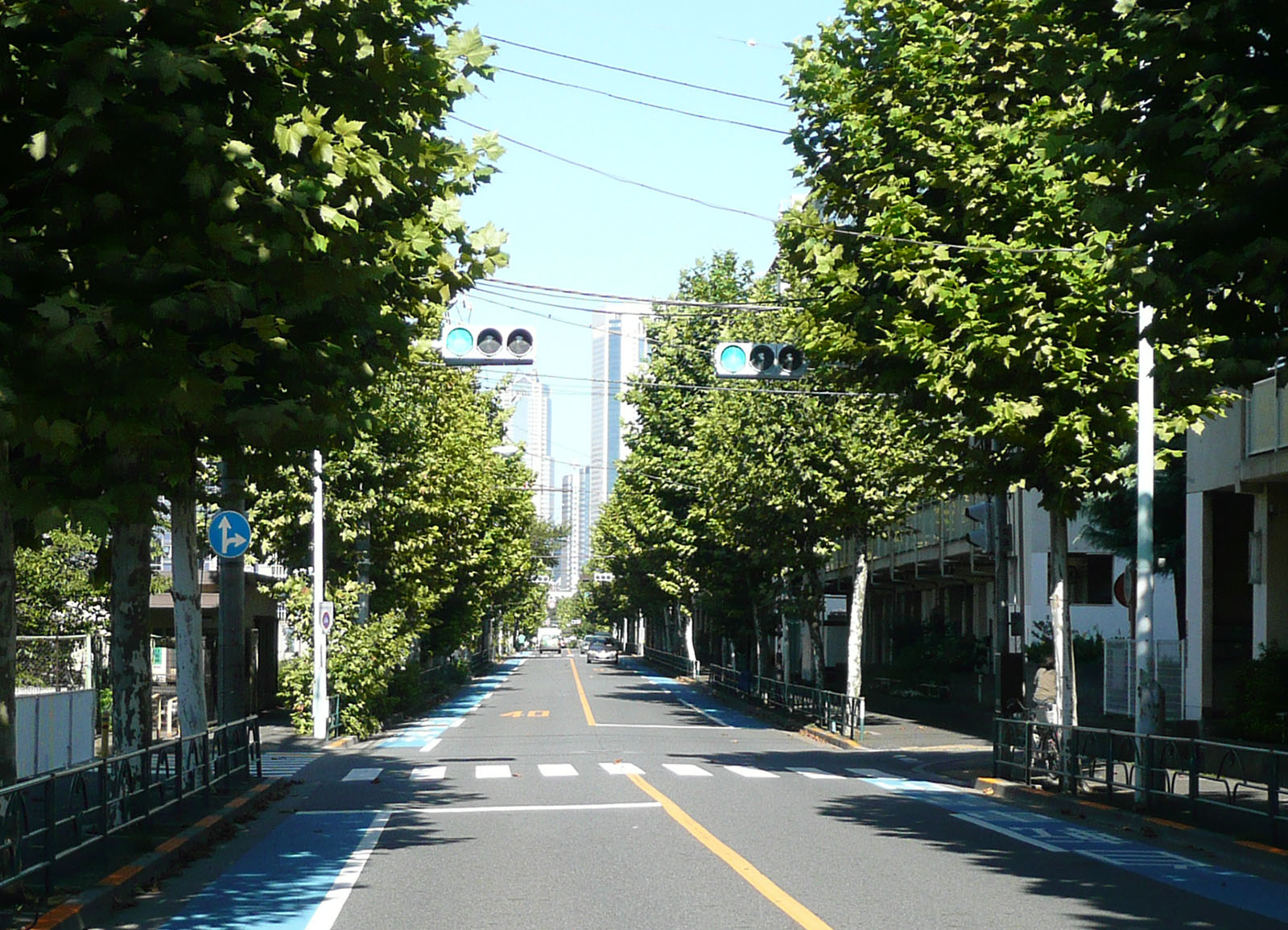
水道道路
沿道の都営住宅と一体での再開発の構想がある

幡ヶ谷地域全体に共通する課題として、災害への脆弱性が挙げられる。幡ヶ谷地域は武蔵野台地の頑丈な地盤の上に位置するため、一見すると災害に強そうな地域に思えるが、狭隘な道が多く災害時の避難経路の確保が難しく、木造住宅が密集しているエリアが広く火災発生時に被害が拡大しやすいことから災害に強いまちづくりが急務となっている。渋谷区では、2019年10月29日に本町(一丁目・三丁目を除く)で防災街区整備地区計画の変更を行い、災害に強い街づくりを進めている。また、本町五丁目にある東京消防庁本町待機宿舎の建て替えに当たっては、地域の防災機能向上等の観点から周辺道路の拡幅が行われ、徐々にではあるが改善が図られている。
渋谷区では幡ヶ谷地域に「ササハタハツ」との愛称をつけ、幡ヶ谷地域一体となった再開発を進めようとしている。2020年、地域住民をはじめ地域に関わるあらゆる人々にとって幡ヶ谷地域を魅力的な街にしていくため、まちづくりの実行組織「ササハタハツまちラボ」が官民共同（渋谷区と渋谷未来デザイン、京王電鉄が参加)で設置された。住民が参加できるワークショップや座談会等も頻繁に行われており、住民主体のまちづくりが進められているといえよう。今後は玉川上水の緑道や水道道路を中心に再開発が進められてく予定であり、幡ヶ谷地域はかつてない変化を遂げようとしている。